# Camp Randall Stadium
Das Camp Randall Stadium ist ein College-Football-Stadion auf dem Campus der University of Wisconsin–Madison in Madison, der Hauptstadt des US-Bundesstaates Wisconsin. Es dient als Austragungsort der Heimspiele des NCAA-College-Football-Teams der Wisconsin Badgers (deutsch Dachse), das in der Big Ten Conference spielt.

## Geschichte
Die Spielstätte wurde am 3. November 1917 eröffnet und hat heute eine Zuschauerkapazität von 80.321. Es ist somit das älteste und viertgrößte Stadion in der Big Ten Conference. Seinen Namen erhielt das Stadion, weil es an der Stätte des Camp Randalls liegt, einem ehemaligen Trainingscamp der Unionsarmee während des Sezessionskrieges. Das Camp wurde nach dem damaligen Gouverneur Alexander W. Randall benannt, der später Postminister der Vereinigten Staaten wurde.
Ursprünglich hatte das Stadion eine Hufeisenform mit einer Öffnung im Süden sowie eine Leichtathletikanlage um das Spielfeld. Über die Jahre wurde das Stadion mehrmals renoviert und ausgebaut. 1930 wurden auch gegen Süden Tribünen errichtet. 1958 wurde die Leichtathletikbahn entfernt und fast 11.000 zusätzliche Sitze hinzugefügt. Schließlich wurde 1966 ein Oberdeck auf der Tribüne hinzugefügt.
Nach einem Spielfeld aus Naturrasen wird seit 1968 auf Kunstrasen gespielt. Zunächst wurde die Marke AstroTurf verwendet und seit 2003 wird auf FieldTurf gespielt.

### The Camp Randall Stampede
Am 30. Oktober 1993 spielten die Badgers gegen die Michigan Wolverines und gewannen mit 13:10. Dies war der erste Sieg gegen das Team seit 1981. Nach Spielschluss versuchten Zuschauer den Platz zu stürmen, aber die Tribünen waren mit Zäunen vom Spielfeld abgetrennt. Die nachfolgenden Besucher der oberen Reihen drängten nach, ohne zu wissen was unten passierte, so dass die Zuschauer am Zaun übereinander fielen und drohten, erdrückt oder zu Tode getrampelt zu werden. Glücklicherweise gab es, anders als bei der Katastrophe von Heysel oder der Hillsborough-Katastrophe, keine Toten, aber 73 Verletzte, sechs davon schwer. Nach der Beinahe-Katastrophe wurden die alten Zäune entfernt und unten an den Tribünen Ausgänge geschaffen.

## Veranstaltungen
Die Organisation „Drum Corps International“ nutzte das Camp Randall Stadium als Austragungsort seiner Weltmeisterschaften in den Jahren 1985, 1986, 1987, 1992, 1999, 2002 und 2006. Es fanden auch zahlreiche Konzerte statt. Zu erwähnen sind etwa Pink Floyd (20. Mai 1988 und 3. Juli 1994), Genesis (9. Juni 1992), U2 (13. September 1992 und 25. Juni 1997) sowie The Rolling Stones (26. August 1994 und 6. Oktober 1997).
Die Green Bay Packers haben bisher zwölf Freundschaftsspiele im Camp Randall Stadium ausgetragen.

## Galerie

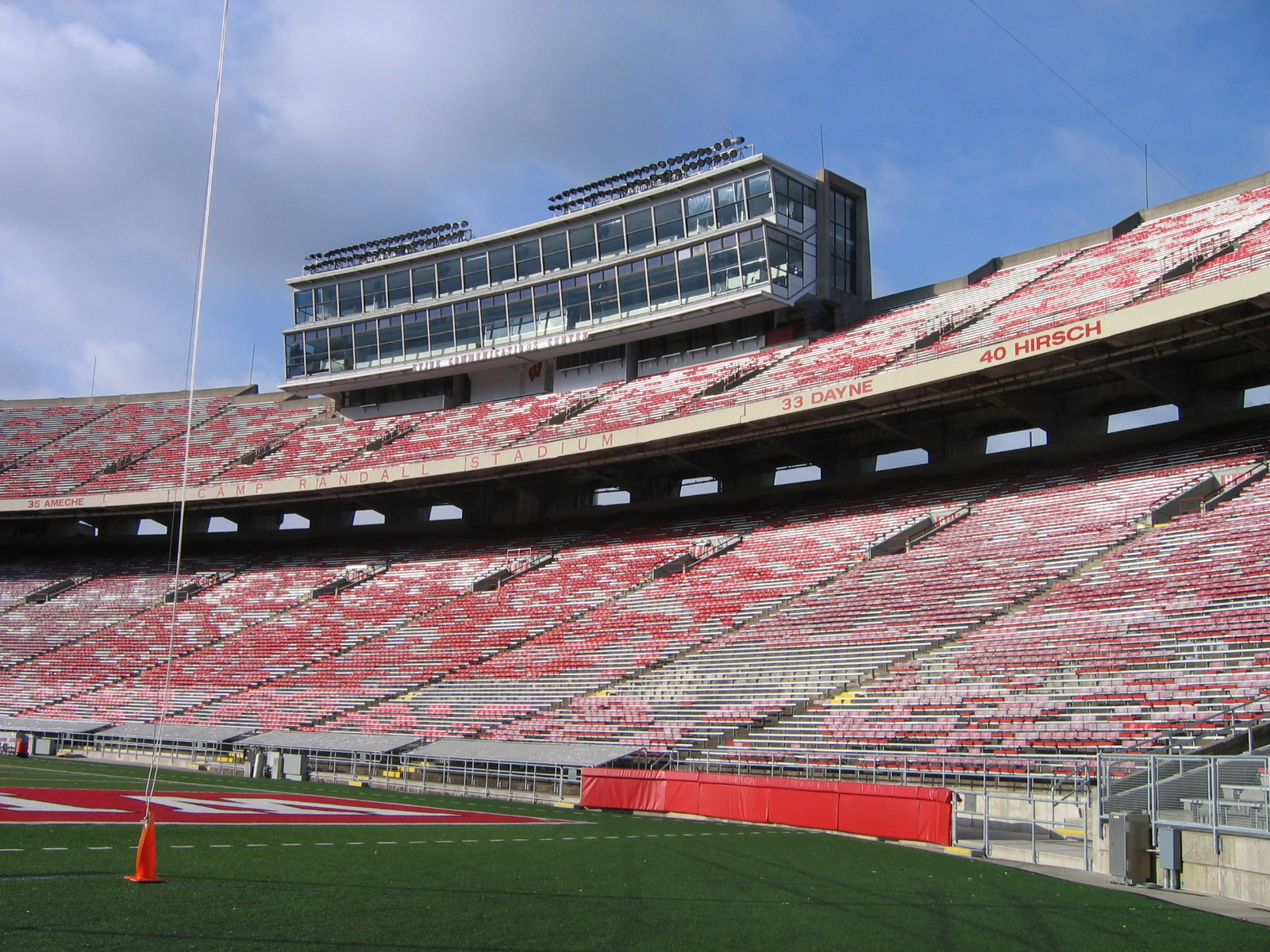
Das Stadion im November 2006
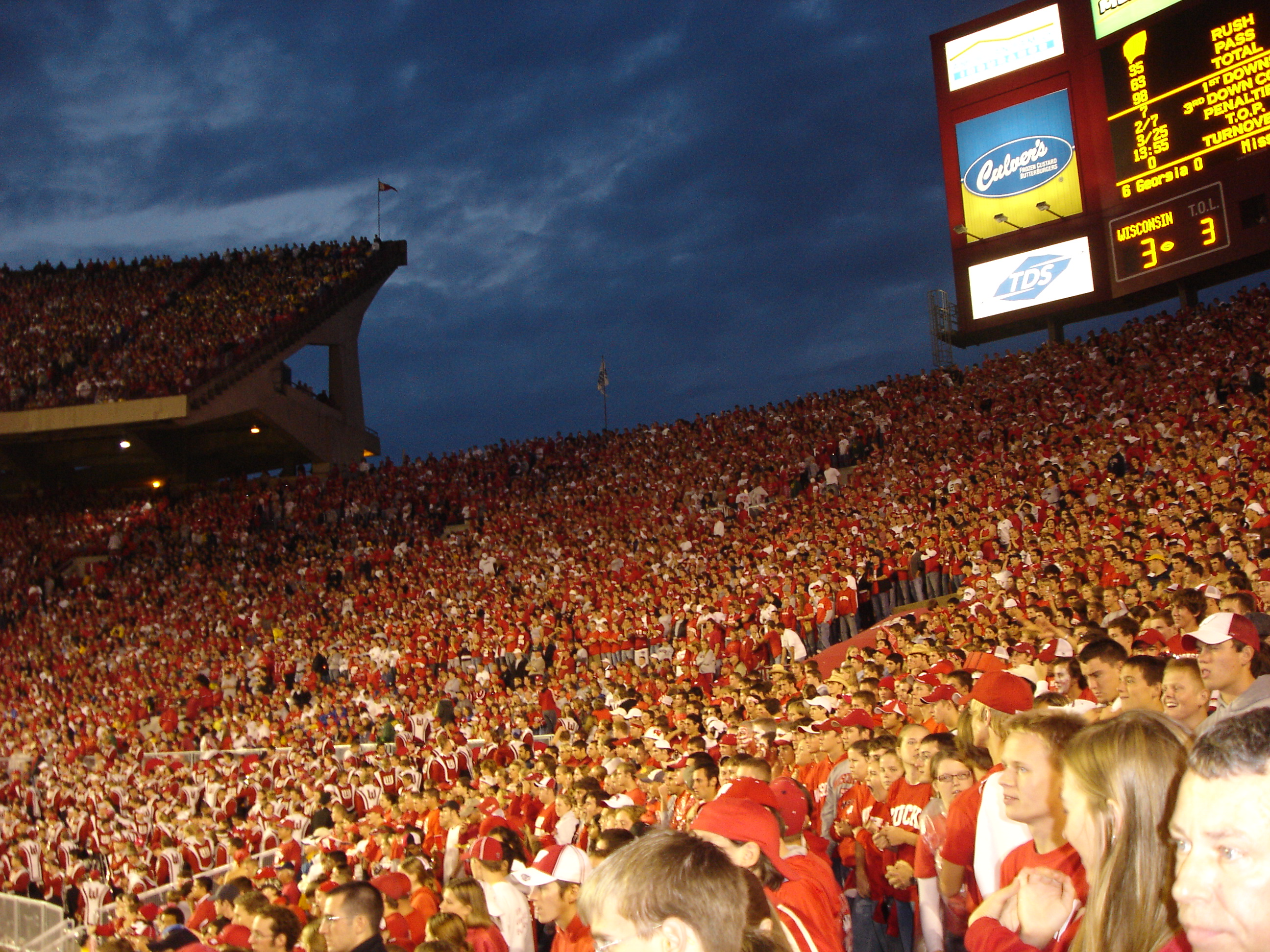
Badger-Fans beim Spiel Wisconsin gegen Michigan 2005